# Gérard Granel
Pour les articles homonymes, voir Granel.
Gérard Granel, né le 3 janvier 1930 à Paris et mort le 10 novembre 2000 à Cornebarrieu, est un philosophe français influencé à la fois par Marx et par Heidegger. Professeur d'université, auteur d'ouvrages de philosophie, traducteur (notamment de Wittgenstein, Gramsci et Heidegger), il fut également éditeur de livres philosophiques à partir de 1980.

## Biographie

### Formation
Au lycée Louis-le-Grand, Gérard Granel suit des cours de Michel Alexandre sur Kant en hypokhâgne et de Jean Hyppolite sur Hegel,. 
Il est entré cacique (premier) à l'École normale supérieure en 1949, où Jean Beaufret le forme à Leibniz et Maurice Merleau-Ponty, qui devient son maître, à Husserl, et où il suit également l'enseignement de Louis Althusser.
Après avoir obtenu son agrégation de philosophie en 1953, il enseigne à Pau et à Bordeaux, avant d'obtenir un poste à l'université de Toulouse, où se déroulera l'essentiel de sa carrière universitaire. Il obtient son doctorat après sa thèse sur le Sens du temps et de la perception chez Husserl, publiée en 1968 par Gallimard.
Après le séminaire du Thor, où il rencontre Martin Heidegger, il rompt avec le catholicisme en 1970 et se tourne alors vers Marx et Gramsci.

### Carrière
Dans les années 1970, il devient ami avec Bernard Stiegler, qui tient alors un jazz-bar à Toulouse. Quand ce dernier part en prison pour attaque à main armée, Granel lui fait parvenir des livres et l'aide à poursuivre des études de philosophie,.
En 1980, il fonde les éditions Trans-Europ-Repress.
Il intervient en 1988 dans la controverse ayant trait à l'adhésion de Martin Heidegger au parti national-socialiste lors de la parution du livre de Víctor Farías, Heidegger et le nazisme, où il défend le philosophe allemand.

### Mort
Après sa mort en 2000, sa veuve, la philosophe Élisabeth Rigal, dirigea avec Jean-Luc Nancy un ouvrage collectif de textes écrits en hommage au philosophe disparu intitulé Granel : l'éclat, le combat, l'ouvert, avec entre autres contributions celles de Jean-Toussaint Desanti, Jacques Derrida, Philippe Lacoue-Labarthe, Jean-Pierre Cometti ou encore Jean-Marie Vaysse,.
Lors d’une rencontre entre Pierre Nora et Jean Birnbaum, dans Le Monde des livres, du 19 mars 2021, l'académicien déplore la fin du philosophe « misérable, polygame et complètement drogué », provoquant une réaction vive dans son entourage qui publie alors un droit de réponse, suivi de la réponse de Pierre Nora exprimant ses regrets.
Père de six enfants, il est le grand-père du street artiste L'Atlas.

## Publications
- Le sens du temps et de la perception chez Husserl, Gallimard, 1968; seconde édition: TER, 2011.
- L'équivoque ontologique de la pensée kantienne, Gallimard, 1970; seconde édition: TER, 2009.
- Traditionis traditio, Gallimard, 1972.
- De l'université, TER, 1982.
- Écrits logiques et politiques, Galilée, 1990.
- Études, Galilée, 1995.
- Apolis, TER, 2009.
- L'époque dénouée, Hermann, 2012.

## Traductions
- Heidegger, Contributions à la question de l'Être (Zur Seinsfrage), Question I et II, Collection Tel, Gallimard, 1990
- avec Aloys Becker, Qu'appelle-t-on penser? (Was heisst Denken), PUF, 1959.
- Husserl, La Crise des sciences européennes et la phénoménologie transcendantale (Die Krisis der europäischen Wissenschaften und die transzendentale Phänomenologie), Gallimard, 1976.